# بيان الحزب الشيوعي
بيان الحزب الشيوعي أو «المانيفيستو» (بالإنجليزية: The Communist Manifesto)‏ والاسم الأصلي (بالألمانية: Manifest der Kommunistischen Partei) هو كتيب نشره السياسيان كارل ماركس وفريدرك أنجلز. ومنذ ذلك الحين، أصبح أحد أكثر الكتب السياسية تأثيرًا في العالم. قدم الكتيب نهجًا تحليليًا للصراع بين الطبقات الاجتماعية (تاريخيًا وفي زمن الكتاب) ومشاكل الرأسمالية، وتنبأ بأشكال المستقبل الشيوعي المحتمل.
احتوى الكتاب على نظريات ماركس وإنجلز حول طبيعة المجتمع والسياسة، والذي وصفوه قائلين: «إن تاريخ كل مجتمع موجود حتى الآن هو تاريخ صراع الطبقات». كما أوضحا اعتقادهما بأنه خلال فترة وجيزة سيستبدل المجتمع الرأسمالي بالاشتراكية، ثم في نهاية المطاف بالشيوعية.

## مقتطفات من بيان الحزب الشيوعي

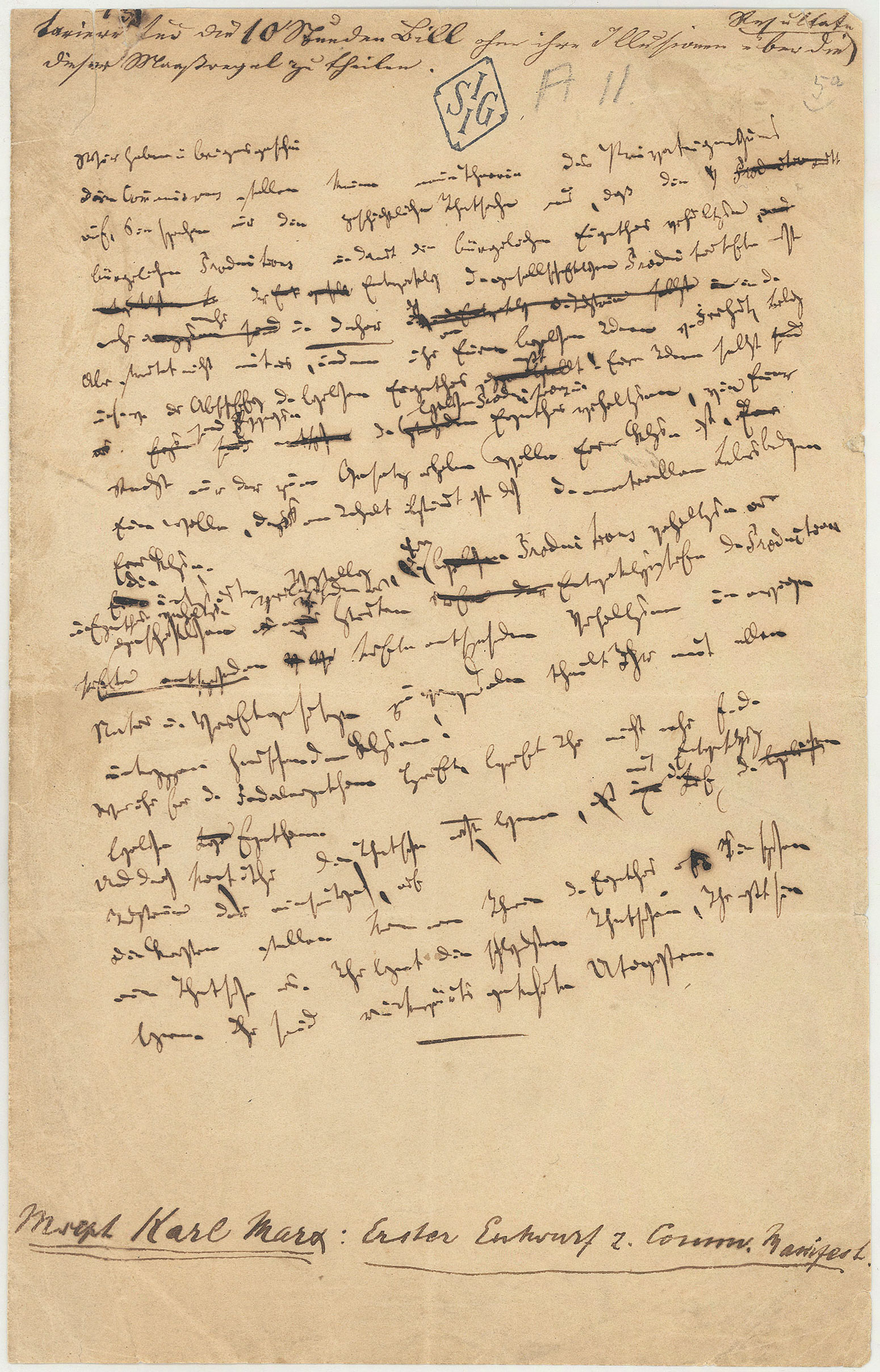
صفحة من بيان الحزب الشيوعي كتبها كارل ماركس باليد

| بيان الحزب الشيوعي | إن السلطة التنفيذية للدولة الحديثة ما هي إلا لجنة لإدارة الشؤون العامة للبورجوازية | بيان الحزب الشيوعي |

| بيان الحزب الشيوعي | قلبت الصناعة الحديثة الورشة الصغيرة للسيد الأب إلى مصنع عظيم للرأسمالي الصناعي، ونظمت جماهير العمال المتزاحمة في المصنع مثل الجنود، ووضعتهم تحت إمرة تسلسل هرمي كامل من الضباط والرقباء، مثل عساكر للجيش الصناعي، لم يكونوا عبيدا للطبقة الرأسمالية وللدولة البورجوازية فقط، ولكن تستعبدهم أيضا، يوميا وفي كل ساعة، الآلة والمراقب، وفوق كل ذلك الصناعي البورجوازي نفسه، وكلما أعلن هذا الإستبداد، أن الربح هو هدفه النهائي كان أكثر تفاهة ومرارة وكراهة. وكلما كانت المهارة والجهد والقوة التي يقتضيها العمل اليدوي أقل، أو بعبارة أخرى، كلما أصبحت الصناعة الحديثة أكثر تطورا، إزداد إحلال النساء محل الرجال، ولم تعد لفروق العمر والجنس أي فعالية اجتماعية بالنسبة إلى الطبقة العاملة، فالجميع هم أدوات عمل، أكثر أو أقل سعرا في الاستخدام، وفقا لسنهم وجنسهم. وما إن ينتهي إستغلال الصناعي للعامل بنقده أجره، حتى تهاجمه شرائح أخرى من البورجوازيين بعنف، مالك الأرض، وصاحب الدكان...و المرابي...إلخ | بيان الحزب الشيوعي |

.
| بيان الحزب الشيوعي | يمكن أن ينتصر العمال من وقت إلى آخر. وتكمن الثمرة الحقيقية لمعاركهم ليس في النتيجة المباشرة فحسب، بل في التوسع الدائم لإتحاد العمال | بيان الحزب الشيوعي |

.
| بيان الحزب الشيوعي | إن العامل الحديث، عوضا عن أن ينهض مع تقدم الصناعة، يغوص أعمق فأعمق إلى شروط معيشية أدنى من مستوى طبقته، ليصبح معدما. ويتطور الفقر الشديد بسرعة أكبر من سرعة تطور السكان والثروة. وهنا يصبح من الواضح أن البورجوازية لم تعد صالحة لتفرض شروط وجودها على المجتمع كقانون سائد. أي أنها غير ملائمة للحكم لانعدام كفاءتها في تأمين وجود عبدها من خلال عبوديته، فهي لا تستطيع أن تمنع غرقه في مثل هذه الحالة، لأنه يتعين عليها أن تطعمه عوضا عن أن يطعمها. لم يعد المجتمع قادرا على أن يعيش تحت ظل هذه البورجوازية، وبعبارة أخرى، لم يعد وجودها منسجما مع المجتمع | بيان الحزب الشيوعي |

## روابط خارجية
- بيان الحزب الشيوعي على موقع الموسوعة البريطانية (الإنجليزية)